# پرانزانس
پرانزانس (به اسپانیایی: Peranzanes) یک دهستان در اسپانیا است که در استان لئون، اسپانیا واقع شده‌است. پرانزانس ۱۱۷ کیلومتر مربع مساحت و ۳۲۹ نفر جمعیت دارد.